# ユニバーサル・スタジオ・ロット
ユニバーサル・スタジオ・ロット（Universal Studios Lot）は、アメリカ合衆国カリフォルニア州のユニバーサル・シティに建っているテレビおよび映画のスタジオであり、ユニバーサル・ピクチャーズの親会社であるコムキャストの完全所有子会社であるNBCユニバーサルを通じて所有されている。

## 概要
1915年3月15日、カール・レムリは、サンフェルナンドバレーの約230エーカーの土地にユニバーサル・スタジオを開設し、本社付近を「ユニバーサル・シティ」と呼んでいる。
数十年にわたって、多くのテレビ番組や映画がユニバーサル・スタジオ・ロットで撮影された。これには、『サイコ』、『バック・トゥ・ザ・フューチャーシリーズ』、 『パーフェクト ストーム』、『World of Warcraft』などがある。また、サウンドステージと建物施設を追加することで拡張する計画をしている。2028年ロサンゼルスオリンピックではスカッシュ競技会場として使用予定。